# Средний Зеленчукский храм
Средний Зеленчукский храм — древнехристианский православный храм на территории Алании, расположенный на территории Нижне-Архызского городища в долине реки Большой Зеленчук (Карачаево-Черкессия). Один из трёх Зеленчукских храмов, один из двух сохранившихся крестообразных храмов. В ней находятся еще несколько разрушенных памятников крестообразной формы. Средний храм является древнейшим сохранившимся храмом на территории данного городища. Архитектурные особенности позволяют предположить постройку храма в два этапа: первоначально строительство было начато после принятия аланами христианства в начале X века, но так и не было завершено до 932 года, когда христиане были изгнаны. Наиболее вероятным временем закладки храма исследователи считают 920-е годы. Достройку храма по измененному плану следует отнести к 950—960 годам после возвращения алан в православную веру.

## История

### Аланский период
Нижне-Архызское городище было расположено на важном торговом и военном пути, который вел к перевалам, связывавшим северокавказские степи с Закавказьем и Черноморским побережьем. На территории городища находилось поселение — важный духовный и экономический центр Алании. Здесь располагалась резиденция митрополита — более десяти храмов и, вероятно, греческая торговая фактория. К западу от Среднего храма, который в свою очередь расположен в 800 метрах южнее Северного, вероятно находился архиерейский дворец. В центральной части городища, южнее Среднего и Северного храмов находился сохранившийся до наших дней в перестроенном виде Южный Зеленчукский храм.
Незадолго до изгнания христиан из Алании в 932 году, абхазская артель начала постройку Среднего храма в форме латинского креста, с дополнительным юго-восточным компартиментом. После возвращения к христианству в середине X века, храм был достроен малоазийскими (вероятно, каппадокийскими) мастерами с добавлением северо-восточного компартимента. Каменные хоры были также заменены на деревянные. Та же артель, вероятно, занималась постройкой Сентинского храма, освященного в 965 году. Скорее всего, Средний храм задумывался и по изначальному, и по более позднему проектам как погребально-поминальный для аланских правителей и церковных иерархов, однако, со временем, эта функция перешла к Северному храму, а Средний храм стал кафедральным собором Аланской митрополии. Вокруг храма возник большой некрополь. Жизнь на территории поселения продолжалась до второй четверти XIII века и, вероятно, постепенно угасла после разорения Алании монголами.

### XIX—XX вв.
В настоящее время Средний храм сохранился практически полностью, однако заметны пристройки, созданные монахами в 1896—1897 гг. В это время памятник использовался как соборный храм Александро-Афонского монастыря. Приспособленный для служб храм монахи освятили в честь Святой и Живоначальной Троицы. О первоначальном виде храма нам свидетельствуют рисунки Д. М. Струкова, описания П. Синайского и фотографии XIX века, сделанные до перестройки. К монашеским пристройкам относятся два угловых компартимента с запада, боковые проемы в западном рукаве, превращенные в двери, восстановленный притвор, и переделанный по подобию южного северный вход. Стены храма были оштукатурены и побелены, внутреннее пространство декорировано лепниной, что привело к исчезновению большого количества фресок. Храм, как и все крестово-купольные церкви Алании (кроме Южного Зеленчукского храма) перекрыт двускатными кровлями, однако изначально они были криволинейными. Для нового покрытия вместо черепицы еще в древности использовали лещадь. Попытки восстановить лещадное покрытие предпринимались монахами в XIX веке и в 70-х годах XX века, однако кровля оказалась недолговечной. В итоге, при последней реставрации Среднего храма, он был покрыт черепицей.

## Архитектура

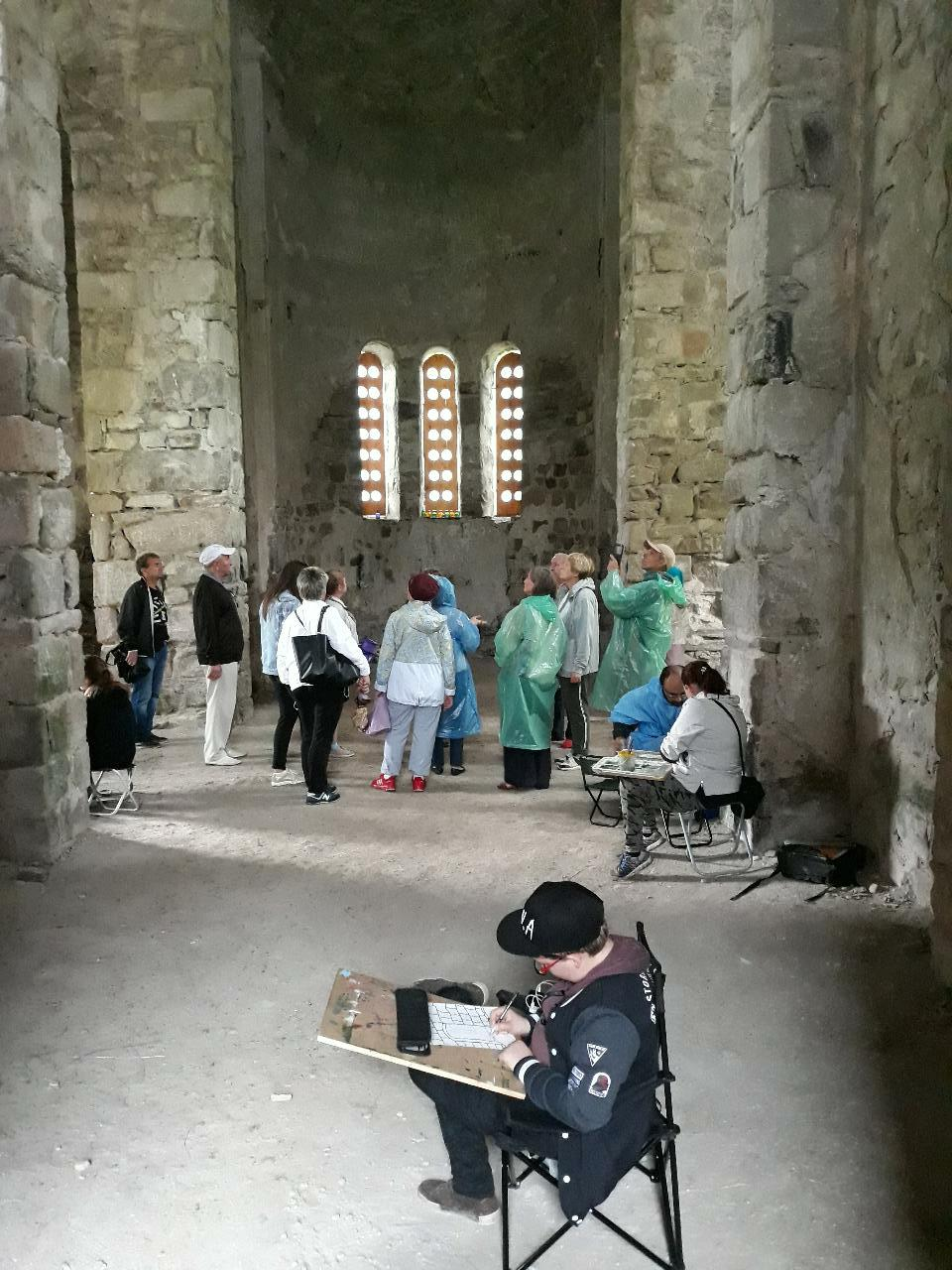
Внутри храма

Купольная архитектура приходит в Аланию с крестообразными храмами. До этого, в аланской архитектуре доминировала базиликальная конструкция храмов. Храм имеет редкую планировку — в форме полусвободного латинского креста с двумя восточными приделами, хотя первоначальный 920-х гг. больше соответствовал форме свободного латинского креста. Сложен храм из песчаниковых квадров грубой обработки на извести в технике панцирной кладки, «тычком и ложком». При строительстве также в ограниченном объеме использовалась плинфа в сочетании с камнем: в арках над входными и оконными и в «ступенчатых» подпружных арках и обрамлении конх. Пол храма был сделан из цемяночного раствора розового цвета. Строительный шов на стыке северного рукава и северо-восточного компартимента, а также другая толщина стен и пилястр в последнем указывают на изменение первоначального проекта строительства в 950—960 гг. Итоговый проект храма объединил в себе как характерные для аланской архитектуры черты: присутствовали как архитектурная декорация слепые арки для разгрузки стен, так и живописная, в том числе орнаментальные мотивы. Отличительными особенностями Среднего храма являются восточные угловые компартименты, которые созданы как ни полностью открытыми, так и ни полностью изолированными, поскольку от восточного рукава их отделяют стены с прорубленными проходами, пилястры присутствуют в интерьере храма только на северной и южной стенах западного и восточного рукавов. Цилиндрический барабан купола Среднего храма является самым большим среди храмов Алании. В барабане находятся 8 узких арочных окон. Купол храма опирается не на столпы, а на углы здания.
Уже один из «первооткрывателей» Нижне-Архызского городища, майор А. Я. Потемкин в 1802 году обнаружил в Зеленчукских храмах остатки фресок — изображения святых. Значительные фрагменты фресок Северного и Среднего храмов существовали еще в конце XIX века. В Среднем храме при ремонте и частичной его перестройке монахами Зеленчукского монастыря стены были заново оштукатурены и побелены, причем самые ветхие куски древней штукатурки удалялась, а оставшиеся фрагменты забеливались. Таким образом, об этой росписи современные ученые судят, в основном, по материалам Д. М. Струкова и описаниям П. Синайского. Известна также небольшая брошюра, изданная монахами в 1897 году. Однако многие из зарисовок выполнены небрежно с явными ошибками и стилистически связаны с классической русской церковной живописью XIX в., что не позволяет восстановить стиль и качество исполнения фресок.
В настоящее время остатки второго этапа росписи (первая декорация, вероятно, была неполной и располагалась в основном в апсидах) сохранились лишь на северной и южной стенах боковых ветвей креста. На северной стене сохранилось изображение двух святых мучеников над входом между окон. В центральной части южной стены, между дверью и окнами, в настоящее время существует огромный (около 3 м.) образ святых Константина и Елены, держащих большой крест. Справа от них под окном имеется небольшой фрагмент изображения воина. До нас не дошла обширная программа росписи, которая включала в себя святительский ряд в нижнем регистре наоса, фрески Отцов Церкви в нижнем регистре апсиды. На стенах западного рукава были изображены святые воины-всадники. На одной из подпружных арок под куполом еще в XIX в. находилась фигура пророка Даниила.